# Grmeč
Le Grmeč (en cyrillique serbe : Грмеч) est une montagne du Nord-Ouest de la Bosnie-Herzégovine. Longue de plus de 60 kilomètres, elle s'étend entre la ville de Bihać et celle de Ključ. Le plus haut sommet du Grmeč est appelé le Crni vrh (« le pic noir ») ; il culmine à 1 605 mètres d'altitude.
Le Grmeč est le lieu où sont organisées les plus fameuses corridas des Balkans. Elles sont appelées « corrida de Grmeč » (Grmečka korida) et sont organisées chaque premier dimanche d'août depuis plus de 200 ans, attirant des milliers de visiteurs. Les taureaux se battent entre eux, sans intervention humaine ; il n'y a donc pas de mort animale. Une sculpture en bronze représentant deux taureaux en plein combat, réalisée en 2004 par le sculpteur Slobodan Pejić, a été interprétée comme une métaphore de l'opposition entre l'oppresseur (l'empereur d'Autriche) et l'opprimé (le peuple bosnien).